# 아뢰야식
아뢰야식(阿賴耶識)은 산스크리트어 알라야 비즈냐나(आलयविज्ञान ālaya vijñāna)를 음을 따라 표기한 것이다.
아리야식(阿梨耶識)이라고도 한다.
또는 제8아뢰야식(第八阿賴耶識) 또는 간단히 제8식(第八識, eighth consciousness)이라고도 한다.
부파불교의 설일체유부 등에 따르면 마음[心]은 안식 · 이식 · 비식 · 설식 · 신식 · 의식의 6식(六識)으로 이루어져 있다고 제시한다.
이에 대해 대승불교의 유식유가행파 등에서는 마음은 8식(八識)으로 이루어져 있다고 본다.
즉, 마음에는 6식외에 이보다 더 심층의 의식인 제7식인 말나식과 제8식인 아뢰야식이 있다고 제시한다.
나아가 유식유가행파와 법상종에서는 아뢰야식이 우주만물의 근본이 된다고 본다.
즉, 아뢰야식에 포함된 종자로부터 우주의 삼라만상이 전개된다고 본다.
그리고 이것을 아뢰야연기(阿賴耶緣起) 또는 뢰야연기(賴耶緣起)라 한다.
아뢰야연기설에 따르면 개별 유정의 아뢰야식은 무시이래(無始以來)로부터 상속하여 각자 자신의 우주 만상을 변현한다. 즉 하나의 소우주(小宇宙)를 이룬다. 그리고 모든 유정의 각자의 우주는 서로 교섭한다. 그런데 이 과정에서 자신만의 독특한 변현을 이루기도 한다. 그리고 서로 교섭하여 공통된 변현을 이루기도 한다.
각 유정의 마음 (즉 8식)과 마음작용 · 승의근 등은 유정 각자 자신만의 독특한 변현이다.
그런데, 이것을 전통적인 용어로 불공변(不共變)이라 한다.
산하대지(山河大地) 등은 모든 유정의 교섭에 따른 공통된 변현이다.
그런데, 이것을 전통적인 용어로 공변(共變)이라 한다.
이와 같이, 아뢰야연기설은 개인적(주관적) · 상대적 유심론(唯心論)이라 할 수 있다.
깨달음의 증득의 측면 (즉 환멸연기의 측면)에서는, 아뢰야연기설에서는 유루(有漏)의 아뢰야식 가운데는 이미 선천적으로 무루의 종자[無漏種子]가 들어있다고 본다. 이 무루종자는 부처와 보살 등의 깨달은 자들로부터 가르침을 듣는 것을 증상연(增上緣)으로 한다. 그리고 그 세력이 성도(聖道)에 의해 강력해져서 번뇌장과 소지장을 마침내 끊고 전의(轉依)가 증득된다.  번뇌장과 소지장은 3계를 윤회하게 하는 원인인 모든 번뇌다.
그 때 전식득지(轉識得智)가 이루어진다.
즉 전5식은 성소작지(成所作智)로 변형된다. 그리고 제6의식은 묘관찰지(妙觀察智)로 변형된다. 그리고 제7말나식은 평등성지(平等成智)로 변형된다. 그리고 제8아뢰야식은 대원경지(大圓鏡智)로 완전히 변형된다.
이 상태는 곧 8식의 무루의 상태이며 완전한 깨달음의 상태이다.

## 여러 명칭
8식 가운데 여덟 번째의 제8식을 칭하는 명칭으로는 다음과 같은 여러 가지가 있다.
이것은 그만큼 제8식의 본질적 성질[自相, 體性]에는 여러 분위(分位) 즉 여러 성격 또는 측면이 있기 때문이다.
1. 아뢰야식(阿賴耶識)
2. 무몰식(無沒識)
3. 장식(藏識) 또는 택식(宅識)
4. 이숙식(異熟識) 또는 비파가식(毘播迦識)
5. 아타나식(阿陀那識) 또는 집지식(執持識)
6. 심(心)
7. 소지의(所知依)
8. 종자식(種子識) · 일체종식(一切種識) 또는 일체종자식(一切種子識)
9. 무구식(無垢識) 또는 아마라식(阿摩羅識)
10. 본식(本識)
11. 초식(初識) 또는 초찰나식(初剎那識)
12. 초능변식(初能變識)
13. 제1식(第一識)
14. 식주(識主)

### 아뢰야식
제8식을 칭하는 여러 명칭들 가운데 가장 대표적인 것이 아뢰야식(阿賴耶識)이다.
이것은 산스크리트어 알라야 비즈냐나(ālaya vijñāna)를 현장이 음역한 것으로 신역어(新譯語)이다.
다른 음역어로는 아라야식(阿羅耶識) · 아랄야식(阿剌耶識) · 아려야식(阿黎耶識) · 아리야식(阿梨耶識)이 있다.
줄여서 뢰야(賴耶) 또는 리야(梨耶)라고도 한다.
산스크리트어 알라야 비즈냐나(ālaya vijñāna)에 대한 대표적인 의역어로는
진제(眞諦: 499~569)에 의한 무몰식(無沒識)과 현장(玄奘: 602~664)에 의한 장식(藏識)이 있다.
이 번역어에 담긴 뜻의 차이는 제8식에 대한 구역가와 신역가의 견해 차이를 보여준다.
즉, 이는 각각 제8식에 대한 지론종 · 섭론종 · 천태종 등의 구역가(舊譯家)의 견해와 법상종 등의 신역가(新譯家)의 견해를 대표하는 명칭이다.

### 무몰식
무몰식(無沒識,
산스크리트어: ālaya vijñāna,
영어: unsinkable consciousness,
consciousness with no loss,
nondisappearing consciousness,
inexhaustible mind)은 진제(眞諦: 499~569)에 의한 산스크리트어 알라야 비즈냐나(ālaya vijñāna, 阿賴耶識, 아뢰야식)의 번역어다.
아뢰야식이 그 자신 안에 만유의 종자 즉 물질[物]과 정신[心]의 모든 종자를 굳게 보존하고 유지하고 있다. 그래서 결코 이들을 잃어버림이 없다는 것을 특히 강조하는 명칭 또는 번역어이다.
진제는 산스크리트어 알라야(ālaya, 阿賴耶, 아뢰야)에서 아(ā · 阿)를 짧은 음으로 읽는다.
그래서 아(ā · 阿)를 무(無)라고 해석하였다. 그리고 라야(laya · 賴耶 · 뢰야)를 소멸되어 없어진다는 뜻의 멸진(滅盡)으로 해석한다. 즉, 멸망하여 잃어버린다는 뜻의 몰실(沒失)이라 해석하였다.
이에 따라 진제는 산스크리트어 알라야 비즈냐나(ālaya vijñāna, 阿賴耶識, 아뢰야식)를 멸진하지 않는 식으로 이해한다.
또는 몰실하지 않는 식으로 이해한다. 그래서 무몰식(無沒識)이라 번역하였다.
진제(眞諦: 499~569)에 의한 '무몰식(無沒識)'이라는 번역어를 아뢰야식에 대한 구역(舊譯)이라 한다.
그리고 현장(玄奘: 602~664)에 의한 '장식(藏識)'이라는 번역어를 아뢰야식에 대한 신역(新譯)이라 한다.
진제의 해석과 번역에 따를 때, 무몰식으로서의 아뢰야식은 우주만유(宇宙萬有)가 전개(展開)되는 근본이 된다.
그래서 그 자신 안에 만유를 굳게 보존하고 유지하여 잃지 않는다는 성격을 지닌다.
또한 무몰식이라는 뜻은 속생(續生) 즉 윤회와 관련되어 해석되기도 한다.
속생(續生)은 생의 이어짐, 즉 삶의 상속을 의미한다.
즉 생유(生有) · 본유(本有) · 사유(死有) · 중유(中有)의 4유(四有)의 상속을 의미한다.
이 경우 무몰식은 4유(四有)의 과정 어디에서도 소멸되지 않으며 항상 존재하는 식을 뜻한다.
즉 '결코 사라지지 않는 식(nondisappearing consciousness)'을 뜻한다.

### 장식·택식
현장(玄奘: 602~664)은 산스크리트어 알라야 비즈냐나(ālaya vijñāna)를 아뢰야식(阿賴耶識)이라 음역하였다. 또한 그는 알라야 비즈냐나를 장식(藏識)이라고도 의역하였다. 장식(藏識,
산스크리트어: ālaya vijñāna,
영어: store-house consciousness,
store consciousness,
to store consciousness,
container consciousness)이란 번역어는 다음 의미를 갖는다.
현장(玄奘: 602~664)은 산스크리트어 알라야(ālaya, 阿賴耶, 아뢰야)에서 아(ā · 阿)를 긴 음으로 읽는다.
그래서 '알라야'라는 낱말을 '집(家), 사는 곳[住所], 저장소(貯藏所)'의 의미로 해석하였다.
이에 따라 아뢰야식을 장식(藏識)이라 번역하였다.
'장(藏)'의 한자어 문자 그대로의 뜻은 '감추다, 숨다, 곳간의 용도로 지은 집, 광'이다.
영어로는 'store (저장하다), store-house (곳간, 창고), container (화물 수송용 컨테이너, 저장소)'이다.
현장(玄奘: 602~664)에 의한 '장식(藏識)'이라는 번역어를 아뢰야식에 대한 신역(新譯)이라 한다.
그리고 진제(眞諦: 499~569)에 의한 '무몰식(無沒識)'이라는 번역어를 아뢰야식에 대한 구역(舊譯)이라 한다.
장식(藏識)은 세부 측면으로 능장(能藏) · 소장(所藏) · 집장(執藏)의 3가지 의미[義] 또는 측면을 가지고 있다.
장식은 이들 가운데서도 집장의 의미 또는 측면을 강조하는 명칭이다.
능장(能藏,
영어: storer, operation of storage)은 제8식이 만유의 종자를 능히 보관하는 능력을 가지고 있음을 나타낸다.
소장(所藏,
영어: stored,
that which is stored)은 나머지 다른 7식(七識)이 선업과 악업을 제8식에 훈습하여 새로운 종자가 생기게 하거나 기존의 종자의 세력을 강화시키는 능력을 가지고 있음을 나타낸다.
집장(執藏,
영어: grasping,
that which is appropriated,
appropriated store)은 아집(我執)의 뜻을 나타낸다.
즉, 제7말나식이 항상 제8식(엄밀히는 제8식의 견분)을 자내아(自內我)로 오인하여 집착한다는 뜻을 나타낸다.
여기서 자내아(自內我)는 자신 내부의 영원한 자아 즉 내면의 '나[我]'를 의미한다.
그리고 이러한 이유로 집장을 아애집장(我愛執藏)이라고도 한다.

《성유식론》과 《성유식론술기》에 따르면, 뢰야3위(賴耶三位)를 제시한다.
뢰야3위(賴耶三位)는 아애집장현행위(我愛執藏現行位) · 선악업과위(善惡業果位) · 상속집지위(相續執持位)를 말한다.
그런데 '아뢰야식' 즉 '장식(藏識)'이라는 명칭은 이 가운데 제1위인 아애집장현행위에서만 사용되는 명칭이다.
선악업과위와 상속집지위에서는 아뢰야식 즉 장식이라는 명칭을 사용하지 않는다.
즉, 집장(執藏)의 의미는 이 경우 이미 사라졌다. 그래서 사용되지 않는다.
이 경우 능장(能藏) · 소장(所藏)의 의미는 종자식(種子識) 등의 다른 명칭이 대신한다.
즉, 선업과 악업의 만유의 종자를 보관하고 훈습한다는 의미는 종자식(種子識) 등의 다른 명칭이 대신한다.
선악업과위와 상속집지위는 불퇴전 보살부터 부처까지의 계위에 해당한다.
즉 보살 10지 가운데 제8지인 부동지 보살부터 부처까지의 계위에 해당한다.
성문 · 연각의 2승의 4향4과에서는 아라한향과 아라한과의 성자와 부처의 계위에 해당한다.
즉, 아나함과(즉 불환과)를 증득한 상태 또는 완료한 상태를 말한다.
부파불교의 교학에 따르면, 불환과는 3계 가운데 욕계를 벗어난 경지이다.
즉, 어쩔 수 없이 욕계로 윤회해야만 하는 상태를 벗어난 경지이다.
달리 말하면, 욕계의 속박을 끊은 경지다. 즉 욕계의 모든 번뇌를 끊은 상태다.
범부와 불환과를 아직 증득하지 못한 성자는 어쩔 수 없이 욕계로 다시 윤회해야 한다.
다만 가르침을 펼치기 위해 욕계로 의도적으로 윤회하는 경우는 예외다. 
현장 등의 신역가가 제8식을 '아뢰야식'이라고 부를 때는 위에 기술된 의미에서의 '장식'을 뜻하는 것이다.
그 중에서도 집장 즉 '말나식에 의해 집착되는 의식'을  강조하는 명칭이다.
즉, 이는 아애집장현행위 라는 뜻을 강조하는 명칭이다.
즉 '욕계에 윤회할 수 밖에 없는 상태'라는 뜻을 강조하는 명칭이다.
이와 달리 진제 등의 구역가는 제8식을 무몰식이라고 의역한다.  따라서 강조하는 면이 다르다.
그리고 장(藏)이라는 한자 대신 '집(house)'을 뜻하는 택(宅)이라는 한자를 써서 아뢰야식을 택식(宅識)이라 하기도 한다.
택식이 의미하는 아뢰야식의 성격은 장식(藏識)과 동일하다.

### 이숙식·비파가식
이숙식(異熟識,
산스크리트어: vipāka vijñāna,
영어: consciousness differing in maturation,
differential maturing consciousness)은 제8식의 다른 명칭 가운데 하나다. 음역하여 비파가식(毘播迦識) 또는 비파가비약남(毘播迦毘若南)이라고도 한다.
또 이숙보식(異熟報識) · 과보식(果報識) 또는 이숙심(異熟心)이라고도 한다.
이숙식과 비파가식을 간단히 줄여서 이숙(異熟) 또는 비파가(毘播迦)라고도 한다.
《성유식론》 제3권에 따르면, 제8식은 능히 생사를 인기(引起)하는 선업 · 불선업이 다르게[異] 익어서[熟] 나타난 이숙과(異熟果)이다.
때문에 이숙식이라고 한다.
그리고 이숙식이라는 명칭은 범부 · 2승 · 보살의 지위에서만 사용된다. 즉, 부처의 지위인 여래지(如來地) 또는 불지(佛地)를 제외한다.
즉, 부처를 제외한 범부와, 유학 · 무학의 성자(즉 4향4과의 성인), 그리고 연각(또는 독각), 그리고 10지의 보살에 대해서만 사용된다.
여래지에 대해서는 이숙식이라는 명칭을 사용하지 않는다.
그 이유는 여래지에서는 이숙무기(異熟無記)의 법이 존재하지 않기 때문이다.
즉, 부처의 상태에서 행하는 모든 행위는 번뇌에 물든 업(業)이 아니다.
번뇌는 생사윤회의 원인이 된다.
그런데 부처의 신업 · 어업 · 의업의 3업은 번뇌에 물든 업이 아니다.
즉 '불선 혹은 유부무기'에 의해 가려진 업(業)이 아니다.
때문에 악업이 존재하지 않는다.
따라서 부처의 제8식은 선업과 악업이 다함께 무르익어서 나타나는 총 결과가 아니다.
즉, 부처의 제8식은 고수 · 낙수 · 불고불락수의 3수로서의 이숙과 즉 이숙식이 아니다.
또는 낙수 · 고수 · 희수 · 우수 · 사수의 5수의 이숙과 즉 이숙식이 아니다.
달리 말해, 부처의 식(識)은 윤회에 속박된 식(識)이 아니다.
즉, 부처의 식(識)은 원인면에서 보면 번뇌에 속박된 식(識)이 아니다.
또 장소면에서 보면 3계에 속박된 식(識)이 아니다.
그리고 경지면에서 보면 9지 또는 10지에 속박된 식(識)이 아니다.
뢰야3위에서는 아애집장현행위(我愛執藏現行位) · 선악업과위(善惡業果位) · 상속집지위(相續執持位)를 제시한다.
이 경우 이숙식(異熟識)은 특히 제2위인 선악업과위에 대해 사용되는 명칭이다.
뢰야3위의 제2위로서의 이숙식은 제1위 아애집장현행위의 번뇌장(즉 아집)이 단멸된 상태다.
따라서 오직 유부무기의 소지장(즉 법집)만이 존재하는 상태다.
그래서 불선 즉 악은 존재하지 않는다. 그리고 선과 유부무기만이 존재하는 상태다.
즉, 선악업과위에서의 '선악업(善惡業)'은 아애집장현행위에서의 '선악업(善惡業)'과는 다르다.
또 그에 따른 이숙과도 제1위의 아애집장현행위와는 다르다.
선악업과위에서의 '선악업(善惡業)'은 '선과 유부무기의 업'을 말한다.
선악업과위에서의 이숙과도 그에 따른 총체적인 과보로서의 이숙과를 말한다.
이 상태는, 부처의 경지는 아니다.
그러나, 보살 10지에서 제8지인 부동지 보살 이상의 상태다.
성문의 4향4과에서는 아라한향과 아라한과에 해당하는 높은 경지다.
그래서 무공용의 상태이다.

### 아타나식·집지식
아타나식(阿陀那識,
산스크리트어: ādāna-vijñāna,
영어: maintaining consciousness,
appropriating consciousness,
clinging consciousness)은 산스크리트어 아다나 비즈냐나(ādāna-vijñāna)의 음역어다.,
아다나식(阿陀那識)이라고 발음하기도 한다. 그리고 타나식(陀那識)이라고도 한다. 의역하여 집지식(執持識)이라고 한다.
집지(執持)는 산스크리트어 아다나(ādāna)의 번역어다.
집지(執持)의 문자 그대로의 뜻은 '붙잡아 유지한다'이다.
《성유식론》 제3권 등에 따르면 아타나식 또는 집지식은 제8식 즉 아뢰야식의 다른 이름이다.
유루 · 무루의 모든 종자와 신체[色根]를 유지해서 무너지지 않게 한다는 것을 뜻한다.
특히, 아타나식이라는 명칭은 뢰야3위 가운데 상속집지위(相續執持位)에 관련하여  사용된다
이 때의 아타나(阿陀那) 즉 집지(執持)는 오로지 순(純)무루의 종자만을 상속 · 유지한다는 뜻이다.
이러한 뜻은 오직 불과(佛果) 즉 여래지(如來地)인 부처의 경지에서만 존재한다.
이러한 무루 · 청정의 뜻에서는 아타나식은 제8식의 다른 명칭인 무구식(無垢識)과 동의어이다.
한편, 구역가(舊譯家)의 입장은 위와 같은 법상종 등의 신역가(新譯家)와 다르다.
지론종 · 섭론종 · 천태종 등의 구역가(舊譯家)는 아타나를 집아(執我: '나'라고 집착한다)의 뜻으로 해석한다.
그래서 아타나식을 제7말나식의 다른 이름으로 사용한다.
한편, 상속식(相續識,
영어: continuing consciousness)이란 명칭은 아타나식(阿陀那識)과 동의어인 것으로도 사용된다.
달리 말해, 상속식은 문맥에 따라 제8식의 동의어로도 또는 제7식의 동의어로도 사용된다.
세친은 상속식이라는 명칭이 제8식의 다른 명칭이라고 제시한다. 그래서 아타나식의 동의어라고 제시한다.
현장이 번역한 세친의 《섭대승론석》 제1권에 다음 내용이 있다. 
 論曰。何緣此識亦復說名阿陀那識。執受一切有色根故。一切自體取所依故。所以者何。有色諸根由此執受。無有失壞盡壽隨轉。又於相續正結生時。取彼生故。執受自體。是故此識亦復說名阿陀那識。
釋曰。 ... 一切自體取所依故者。又於相續正結生時取彼生故。執受自體。用此為釋。謂由此識是相續識故。於相續正結生時能攝受生一期自體。亦為此識之所攝受。由阿賴耶識中一期自體熏習住故。彼體起故說名彼生。受彼生故名取彼生。由能取故執受自體。以是義故阿賴耶識。亦復說名阿陀那識。

 
[論] 무슨 까닭에 이 식[제8식]을 또한 아타나식이라 이름하는가? 모든 감각기관[有色根]을 집수(執受)하기 때문이다. 모든 것의 자체가 취하는 의지처이기 때문이다. 무슨 까닭에 모든 감각기관은 이 집수로 인해서 파괴되지 않고, 수명을 다할 때까지 따라서 전전하는가?
또한 상속해서 바로 생을 맺을 때에 그 생을 취하기 때문에 자체를 집수한다. 그러므로 이 식을 또한 아타나식이라 이름한다.

[釋] ...
‘모든 것의 자체가 취하는 의지처이기 때문’은 ‘또한 상속해서 바르게 생을 받을 때 그 생을 취하기 때문에 자체를 집수한다’에 대한 해석이 된다. 이른바 이 식은 상속식이기 때문에, 상속해서 바로 생을 맺을 때 능히 생의 한평생의 자체를 섭수함도 역시 이 식이 섭수하는 것이다. 아뢰야식 중에서 한평생의 자체는 훈습하여 머물기 때문이다. 그것의 자체가 일어나기 때문에 ‘그 생’이라고 말한다. 그 생을 수용하기 때문에 ‘그 생을 취한다’고 말한다. 능히 취함으로 인해서 자체를 집수한다. 이런 의미 때문에 아뢰야식을 또한 아타나식이라 이름한다.
 — 《섭대승론석》 제1권. 한문본 & 한글본
한편, 《대승기신론》에서도 상속식(相續識,
영어: consciousness of continuity)이란 명칭이 나타난다.
즉  《대승기신론》에서는 업식(業識) · 전식(轉識) · 현식(現識) · 지식(智識) · 상속식(相續識)의 5의(五意) 또는 5식(五識)을 설한다.
그런데 여기에 나오는 상속식(相續識)은 아타나식(阿陀那識)의 다른 명칭으로서의 상속식과는 구별되어야 한다.
《대승기신론》의 5식에 관련된 전통적인 권위있는 견해로는 혜원(慧遠: 523~592) · 원효(元曉: 617~686) · 법장(法藏: 643~712)의 견해가 있다.
혜원은 《대승의장(大乘義章)》 등을 저술했다. 지론종 남도파에 속하는 지론사(地論師: 지론종의 교의를 주장하는 이)다.
혜원은 5의 또는 5식이 모두 제7식에 해당한다고 본다.
원효는 업식(業識) · 전식(轉識) · 현식(現識)이 제8식에 해당한다고 본다.
그리고 지식(智識)은 제7식에 해당한다고 본다.
그리고 상속식(相續識)은 제6식에 해당한다고 본다.
법장도 원효와 마찬가지로 업식(業識) · 전식(轉識) · 현식(現識)이 제8식에 해당한다고 본다.
그러나 지식(智識)과 상속식(相續識)은 제6식에 해당한다고 본다.
그리고, 제7식에 대해서는 언급하지 않고 있다.
따라서 5의 가운데 하나로서의 상속식(相續識)이라는 명칭은 이 어느 입장에서도 제8식을 나타내지 않는 것으로 본다.
즉, 5의 또는 5식에 대한 전통적인 권위있는 견해들에 따르면, 5의 가운데 하나로서의 상속식(相續識)이 제8식의 다른 이름으로서의 아타나식 즉 집지식과 동의어라고는 해석되는 경우는 없다.
달리 말하면, 5의 가운데 하나로서의 '상속식'이라는 명칭에는 '집지식'이라는 명칭에서 뜻하는 것과는 다른 측면 또는 성질이 포함되어 있다.

### 심
심(心,
산스크리트어: citta,
팔리어: citta,
영어: mind,
consciousness)은 산스크리트어 치타(citta)의 번역어다.
질다(質多)라고도 음역한다.
이에는 여러 가지 뜻이 있다.
심의식(心意識)의 교의와 관련해서는 집기(集起: 쌓고 일으킴)를 뜻한다.
한편 부파불교와 대승불교의 심의식(心意識) 또는 심(心) · 의(意) · 식(識)에 대한 교학의 입장이 있다.
여기에서는, 심(心)은 즉 집기(集起)를 의미한다.
이는 마음이 마음작용(심소법)을 비롯한 신(身) · 구(口) · 의(意) 3업(三業)을 쌓고 일으키는 측면 또는 능력이 있는 것을 말한다.
여기에서 마음은 6식 또는 8식, 즉 심왕, 즉 심법을 의미한다.
한편 유식유가행파를 비롯한 대승불교에서는 심(心) · 의(意) · 식(識)이 별도의 법이라고 본다.
그래서 각각 제8아뢰야식 · 제7말나식 · 제6의식을 가리키는 것으로 해석하였다.
마찬가지로, 《섭대승론석》 제1권과 《성유식론》 제3권에서도 다음처럼 제시한다.
제8식은 갖가지 법으로 인하여 훈습된 종자가 대단히 쌓이고 모인 곳이다.
이처럼 모여진 종자들이 화합하여 하나의 화합상[一合相]을 이룬다.
때문에 제8식을 심(心)이라고도 한다고 한다.
그래서 집기(集起: 쌓고 일으킴)의 뜻을 종자와 관련시켜 해석하고 있다.
그리고 《성유식론》에서는 이러한 집기의 뜻을 갖는 심(心)이라는 명칭은 범부에서 부처에 이르기까지 모든 유정에게 존재한다고 말하고 있다.
이는 아타나식(阿陀那識) · 소지의(所知依) · 종자식(種子識)이라는 명칭들과 마찬가지다.
따라서, 뢰야3위와 관련해서는, 그 계위가 달라지더라도 심(心)이라는 명칭의 본질적인 뜻에는 변화가 없다.
즉 '종자가 모여진 곳'이라는 뜻에는 변화가 없다.
그러나 어떠한 종자가 모여진 곳인가 하는 측면에서는 그 뜻에 차별이 있게 된다.

### 소지의
소지의(所知依,
영어: that on which all knowledge depends,
basis of acknowledge,
basis of the known)는 알아야 할 바의 의지처라는 뜻이다. 따라서 그 의미가 깊다. 그러나 간략히 말하면 제8식의 다른 명칭이다.
소지(所知)는 즉 알아야 할 바다.
즉 염정(染淨)을 말한다. 즉 이는 염(染)과 정(淨)을 말한다.
이는 잡염법과 청정법을 말한다. 
보다 자세히 말하면, 소지(所知)는 변계소집성(遍計所執性: 염) · 의타기성(依他起性: 염정) · 원성실성(圓成實性: 정)의 3성(三性)을 말한다.
이는 자신과 우주를 포함한 모든 존재 또는 법계의 3가지 성질[性] 또는 모습[相]이다.
이는 수행자가 수행을 통해 반드시 깨우쳐야[知] 할 내용[所]이다.
따라서 소지의는 이러한 3가지 성질 또는 모습의 의지처[依]를 뜻한다.
즉 발동근거로서의 어떤 법을 뜻한다.
즉 이들 3가지 모습을 가졌으며 유정의 발전 정도에 따라 이들 3가지 모습 중 어느 하나를 그 유정에게 내보이는 어떤 법을 뜻한다.
그리고 이것은 곧 제8식이다.
《성유식론》에서는 '알아야 할 바의 의지처'라는 뜻의 소지의(所知依)라는 명칭은 범부에서 부처에 이르기까지 모든 유정에게 존재한다고 말하고 있다.
이는 아타나식(阿陀那識) · 심(心) · 종자식(種子識)이라는 명칭들과 마찬가지다.
따라서, 뢰야3위와 관련해서는, 그 계위가 달라지더라도 소지의(所知依)라는 명칭의 본질적인 뜻은 변화가 없다.
즉 '알아야 할 바의 의지처'라는 뜻에는 변화가 없다.
그러나, 어떠한 앎의 의지처 즉 발동근거인가 하는 측면에서는 그 뜻에 차별이 있게 된다.

### 종자식·일체종식·일체종자식
종자식(種子識,
산스크리트어: bīja-vijñāna,
영어: seed consciousness)은 제8식이 종자(種子)를 간직하고 있다는 것을 특히 강조하는 명칭이다.
일체종자식(一切種子識, 산스크리트어: sarva-bīja-vijñāna,
영어: consciousness with all the seeds) · 일체종식(一切種識) · 일체종자심식(一切種子心識) 또는 일체종(一切種)이라고도 한다.
여기서 종자(種子)는 만유가 발생되어 나오는 씨앗(bīja)을 뜻한다.
《성유식론》 제3권에서는 세간 · 출세간의 여러 종자를 능히 두루 맡아 지니기[任持] 때문에 제8식을 종자식(種子識)이라고도 한다고 말하고 있다. 《성유식론》 제2권에서는 "이것[초능변식, 즉 제8식]이 능히 일체법[諸法]의 종자를 유지해서[執持] 잃지 않게 하기 때문에 일체종(一切種)이라고 이름한다. 이것 이외에 다른 법이 능히 두루 일체법[諸法]의 종자를 지닌다[執持]는 것은 있을 수 없기 때문이다"라고 말하고 있다.
《성유식론》에서는 '세간 · 출세간의 여러 종자를 능히 두루 맡아 지닌다'는 뜻의 종자식(種子識)이라는 명칭은 범부에서 부처에 이르기까지 모든 유정에게 존재한다고 말하고 있다. 이는 아타나식(阿陀那識) · 심(心) · 소지의(所知依)라는 명칭들과 마찬가지다.
따라서, 뢰야3위와 관련해서는, 그 계위가 달라지더라도 종자식(種子識)이라는 명칭의 본질적인 뜻에는 변화가 없다.
즉 '세간 · 출세간의 여러 종자를 능히 두루 맡아 지닌다'라는 뜻에는 변화가 없다.
그러나, 어떠한 종자를 두루 맡아 지니고 있는 상태인가 하는 측면에서는 그 뜻에 차별이 있게 된다.
한편, 《섭대승론석》 제2권에서는 일체종자식과 종자는 별개라거나 별개가 아니라고 어느 한쪽으로 결정할 수 없는 불일불이(不一不異)의 관계에 있다고 제시한다.
《섭대승론석》 제2권에서 다음과 같이 제시한다.
[論] 또한 아뢰야식 안의 모든 잡염품의 법의 종자는 별개의 것으로서 머무는가? 별개의 것이 아닌가? 그것의 종자는 별도의 실제 사물이 있는 것이 아니며, 이 안에서 머무는 것 역시 별개가 아닌 것이 아니다. 아뢰야식은 이렇게 해서 생겨나고 능히 그것을 생기게 하는 특수한 작용의 힘[功能]이 있다. 이것을 일체종자식(一切種子識)이라 이름한다.

[釋] 아뢰야식 안의 잡염품의 종자는 별개의 것인가, 별개가 아닌 것인가? 만약 그렇다면 무슨 과실이 있는가? 만일 별개의 것이라면 그 모든 종자는 마땅히 부분마다 개별적이어야 한다. 아뢰야식의 찰나멸의 의미도 성립되지 않아야 한다. 개별적이기 때문이다. 선과 불선의 훈습의 세력으로 인하여 종자는 마땅히 선과 불선의 성품을 이루어야 한다. 그런데 무기라고 인정된다. 만약 별개의 것이 아니라면 어떻게 종자가 많이 존재하겠는가? 이것은 도리에 맞지 않다. 따라서 두 가지 말은 모두 과실이 있다.

‘그것의 종자는 별도의 실제 사물이 있는 것이 아니며, 이 안에서 머무는 것 역시 별개가 아닌 것이 아니다. 나아가 일체종자식이라 이름한다’는 것은, 앞에서 말한 바와 같은 과실을 피하기 위해서 결정적으로 별개나 별개가 아님을 취하지 않는다. ‘이렇게 해서 생겨난다’는 것은 이와 같은 품류로 인하여 생겨남을 말한다. ‘능히 그것을 생기게 하는 특수한 작용의 힘’이라는 것은 능히 잡염품의 법을 생기게 하는 특수한 작용의 힘과 상응하는 도리가 있음을 말한다. 그것을 생기게 하는 작용의 힘과 상응하기 때문에 일체종자식이라 이름한다.

이런 의미에 대해서 현실에서의 비유가 있으니, 마치 보리와 같다. 자신의 싹을 내는 데 작용의 힘이 있기 때문에 종자의 속성이 있다. 그런데 어느 때 오래 묵거나 혹은 불[火]과 상응하면, 이 보리는 결과를 내는 작용의 힘을 상실한다. 그때 보리의 모습은 본래와 같지만 세력이 파괴되었기 때문에 종자의 속성이 없게 된다. 아뢰야식도 역시 이와 같다. 모든 잡염법을 생기게 하는 작용의 힘이 있으며, 이 작용의 힘과 상응함으로써 일체종자식이라 이름한다.— 《섭대승론석》 제2권 한문본 & 한글본

### 무구식·아마라식
무구식(無垢識,
산스크리트어: amala-vijñāna,
영어: undefiled consciousness)은 산스크리트어 아말라 비즈냐나(amala-vijñāna)의 번역어다.
오염이 없는 식이라는 뜻이다.  음역하여 아마라식(阿摩羅識)이라고도 한다. 청정식(淸淨識) 또는 여래식(如來識)이라고도 한다.
무구식 또는 아마라식이 제8식의 청정해진 모습인지 혹은 본래부터 언제나 청정한 별도의 제9식인지에 대해서는 유식유가행파의 소속 분파 또는 종파에 따라 의견이 갈린다.
구역가(舊譯家)인 섭론종 · 지론종에서는 별도의 제9식으로서의 무구식 또는 아마라식이 있다는 견해를 갖는다.
이에 대해 신역가(新譯家)인 법상종에서는 제8식의 청정해진 모습을 가리켜 무구식 또는 아마라식이라 한다.
즉 제8식의 여래지에서의 모습을 무구식 또는 아마라식이라 한다.
법상종의 소의 논서인 《성유식론》의 제3권에서는 무구식은 여래지에서의 제8식을 가리키는 다른 명칭이다.
이는 가장 청정해서 모든 무루법의 의지처가 되기 때문에 무구식이라고 한다고 말하고 있다.
그리고 무구식은 '선하고 청정한 상태의 제8식[善淨第八識]'을 말하는 것이다. 그리고 이 명칭은 오직 부처 즉 여래에 대해서만 쓸 수 있다는 취지의 견해를 밝히고 있다.
[제8식을] 혹은 무구식(無垢識)이라고 이름하니, 가장 청정해서 모든 무루법의 의지처이기 때문이다. 이 명칭은 오직 여래지에만 있다. 보살 · 이승 · 범부의 지위에서는 유루종자를 지니고 훈습을 받을 수 있으므로 선(善) · 청정한 제8식[善淨第八識]을 증득하지 못하기 때문이다. 경전에서 아래처럼 말씀한 바와 같다.

 여래의 무구식은

 청정하고 무루이며 계(界)이다.

 모든 장애에서 벗어났으며

 대원경지와 상응한다.

아뢰야라는 명칭이 허물이 크기 때문이고, 최초로 버리기 때문에 여기서 그것에 비중을 두어 말한다. 이숙식의 자체[體]를, 보살은 깨달음(菩提, 해탈도)을 증득할 무렵에 버리고, 성문과 독각은 무여의열반에 들어갈 때에 버린다. 무구식의 자체[體]를 버리는 시기는 없다. 유정을 이롭게 하는 행을 다할 때가 없기 때문이다. 심(心) 등(소지의 · 아타나식 · 종자식)은 모든 지위에 통하기 때문에, 버리는 지위를 뜻에 따라 말해야 한다.— 《성유식론》 제3권. 한문본 & 한글본

### 본식
본식(本識,
산스크리트어: mūlavijñāna,
영어: root consciousness,
base consciousness,
causal consciousness)은 제8식이 제법(諸法)의 근본이라는 것을 뜻한다.
즉 제8식이 소우주(小宇宙)로서 개별 유정 등의 우주만유(宇宙萬有)의 근본 · 뿌리 · 토대 또는 '근원적 원인(cause)'이라는 뜻에서의 명칭이다.

### 초식·초찰나식
초식(初識,
산스크리트어: prāg-vijñāna,
영어: initial consciousness,
first moment of consciousness) 또는 초찰나식(初剎那識)은 제8식의 다른 명칭이다.  처음 찰나의 식이라고도 한다. 
여기에는 2가지 뜻이 있다.
첫째는 속생(續生) 즉 윤회와 관련된 뜻이다.
여기서 속생(續生)은 생의 이어짐, 즉 삶의 상속을 뜻한다.
즉 생유(生有) · 본유(本有) · 사유(死有) · 중유(中有)의 4유(四有)의 상속을 뜻한다.
유정이 지은 바 업에 따라 사유(死有) 후에 중유(中有)로 이어진다.
그리고 중유(中有) 후에 다음 생의 5취(五趣) 가운데 어느 하나의 생유(生有)에서 태어난다.
이 경우 그 최초 찰나에 오직 이숙과로서의 제8식만이, 본식(本識)으로서, 현행한다.
그리고 이 제 8식이 이후 다른 7식이 전개될 바탕이 된다.
이 때의 제8식을 초식(初識) 또는 초찰나식(初剎那識)이라 한다.
그리고 식(識)에는 요별(了別)과 집수(執受)가 있다.
여기서 요별(了別)은 사고 능력, 사유 능력을 말한다.
집수(執受)는 정서 능력, 감수 능력 말한다.
즉 식(識: 정신, 의식, 마음 → 유정)에는 연려(緣慮)가 있다.
여기에서 연려(緣慮)는 대상을 생각함, 사유와 정서의 능력, 생각하고 느끼는 능력을 말한다.
이는 색(色: 육체, 물질 → 무정물)과는 다르다.
때문에 유정은 연려(緣慮)가 없는 나무나 돌 등의 무정물(無情物)과는 차별이 있게 된다.
둘째, 우주만물이 생겨나는 최초 1찰나에 오직 제8식만이 존재하는 것을 뜻한다.
이것은 특히 심생멸문(心生滅門) 측면에서는 근본무명에 의해 진여가 최초로 가려지는[覆] 것을 의미한다.
즉 유전연기의 측면, 즉 미혹된 현상의 전개라는 측면에서 원성실성(圓成實性)이 최초로 가려지는[覆] 것을 의미한다.
즉 원성실성(圓成實性)이 최초로 움직여지는[起動: 業 즉 작용] 것, 또는 가려진 것 즉 움직여진 것을 의미한다.
《대승기신론》에서는 무명업상(無明業相) · 능견상(能見相) · 경계상(境界相)의 3세(三細)를 설한다.
원효와 《종경록》의 견해에 따르면, 이 초찰나식(初剎那識)은 이 3세(三細) 가운데,  무명업상에 해당한다.
무명업상은 줄여서 업상(業相)이라고도 한다. 또는 업식(業識)이라고도 한다.
한편  《능가경》에서는 진상(眞相) · 업상(業相) · 전상(轉相)의 3상을 설한다.
《대승기신론》의 무명업상은 《능가경》의 3상 가운데 업상(業相)에 해당한다.
한편, 초찰나식(初剎那識)이라는 낱말은 후찰나식(後剎那識)에 상대하여 쓰이기도 한다.
이 경우의 초찰나식은 전찰나(前刹那)의 식을 말한다.
즉 전찰나의 마음을 말한다.
이는 제8식의 다른 명칭으로서의 초찰나식과는 그 의미가 다르다.

### 초능변식
초능변식(初能變識,
영어: first transformation consciousness)은 줄여서 초능변(初能變,
영어: first transformation,
first subjective change)이라고도 한다.
이는 제1능변식(第一能變) 또는 제1능변(第一能變)이라고도 하며, 제8식의 다른 명칭이다.
한자어 능변(能變)의 문자 그대로의 뜻은 '변화시킬 수 있음'이다.
능변(能變)은 산스크리트어 파리나마(pariṇāma)의 번역어다.
파리나마는 다음의 뜻을 갖는다.,
1. 변화(change), 변경(alteration), 변형(transformation), 발달(development), 진화(evolution)
2. 익음(ripeness), 성숙(maturity)
3. 음식의 변질(alteration of food), 소화(digestion)
4. 시듦(withering), (색이) 점점 희미해짐 또는 바램(fading)
5. (시간의) 경과(lapse [of time])
6. (나이가 들어) 쇠퇴함(decline [of age]), 늙어감(growing old)
7. 결과(result, consequence), 결말(issue, end)

유식학에서는 만법(萬法)이 식(識)의 전변(轉變)에 의하여 이루어진 것이라고 제시한다.
여기에서 전변(轉變)은 자신을 포함한, 세력권 내의 갖가지 법들을 바뀌고 달라지게 함을 뜻한다.
전변은 능변현(能變現)이다. 즉, 자신을 포함한, 세력권 내의 갖가지 법들을 변화시키고 현행시킴이다.
또는 변현(變現: 이 경우는 所變現이 아닌 能變現의 줄임말임)이다.
식(識)이 그 자신을 포함한 갖가지 법(특히, 제8식의 경우는 종자)을 변화시킨다.[능변能變]
그리고 그 변화된 모습이 나타나게 한다.[능현能現)]
이로써 만법이 성립된다고 본다.
그리고 이러한 작용을 능변(能變)이라 한다.
그리고 불교에서는 행위(작용)외에 행위자(작용자)를 따로 세우지 않는다.
따라서 '능변(能變)이라는 작용'은 곧 이러한 작용을 본질적 성질로 하는 어떤 법들을 말한다.
유식학의 견해에 따르면 이 법은 곧 8식(八識)이다.
즉 안식 · 이식 · 비식 · 설식 · 신식 · 제6의식 · 제7말나식 · 제8아뢰야식이다.
그리고 유식학에서는 8식을 '능변(能變: 자신을 포함한 갖가지 법을 변화시키고 현행시킴)'의 관점에서 크게 3가지로 구분한다.
그래서 제8아뢰야식을 초능변 또는 제1능변이라 한다.
그리고 제7말나식을 제2능변(第二能變)이라 한다.
그리고 전6식(前六識)을 제3능변(第三能變)이라 한다.
그리고 이들을 통칭하여 3능변(三能變)이라 한다.
3능변은 이숙능변(異熟能變) · 사량능변(思量能變) · 요경능변(了境能變)이라고도 한다.
이는 능변이 어떠한 변화를 일으키는가를 드러내는 명칭이다.
즉 어떠한 핵심적인 작용을 하는가를 드러내는 명칭이다. 이는 각각 제1능변 · 제2능변 · 제3능변에 해당한다.
즉, 제1능변인 제8아뢰야식은 이숙(異熟)의 작용을 핵심적인 작용으로 하는 식이다.
제2능변인 제7말나식은 사량(思量)의 작용을 핵심적인 작용으로 하는 식이다.
제3능변인 전6식은 '대상을 요별[了境]'하는 작용을 핵심적인 작용으로 하는 식이다.
이 가운데 제3능변인 전6식에도 사량의 작용이 있다.
그러나, 이는 5위무심(五位無心)의 상태에서는 단절이 있다.
즉 무상정 · 멸진정 등의 무심(無心)의 상태에서는 단절이 있다.
그러므로, 전6식이 항상 현행하지는 않는다.
때문에 전6식에서는 사량을 핵심적인 작용으로 삼지 않는다.
달리 말하면, 제8식 즉 초능변은 이숙과(집기)라는 변화가 생기게 하는 식이다.
제7말나식 즉 제2능변은 사량이라는 작용을 통해 평등한 지혜[平等性智] 혹은 4번뇌라는 변화가 생기게 하는 식이다.
그리고 전6식은 대상에 대해 인식작용을 하여 대상에 대해 '모름'으로부터 '앎(요별)'이라는 변화가 생기게 하는 식이다.
한편, 유식학에서는 '능변(能變)'을 인능변(因能變)과 과능변(果能變)으로 구분하기도 한다.
인능변(因能變)은 원인[因] 즉 종자를 능변하는 경우다.
과능변(果能變)은 결과[果] 즉 자신을 포함한 현행의 법을 능변하는 경우다.
제8식 즉 초능변은 인능변과 과능변의 뜻을 모두 지닌다.
제7식과 전6식 즉 제2능변과 제3능변은 과능변의 뜻만을 지닌다.

### 제1식
제1식(第一識,
영어: prime consciousness,
supreme consciousness,
prime mind,
supreme mind)은 제8아뢰야식이 제일 처음의 식이 되는 것을 말한다.
즉, 근본[本]에서 지말[末]로 헤아릴 경우 제8아뢰야식이 처음이라는 의미다.
이는 전5식 · 제6의식 · 제7말나식 · 제8아뢰야식의 순서로 헤아리는 것과는 반대다.

### 식주
식주(識主,
영어: lord of the intellect,
mind)는 제8식의 다른 명칭이다.
식심의 주인[識心之主]을 뜻한다.
식심(識心)은 6식 또는 8식, 즉 심왕(心王)을 말한다.
유식유가행파를 비롯한 대승불교에서는 8식설을 가진다.
따라서 대승불교에서 식심(識心)은 8식을 뜻한다.
따라서, 식주(識主)는 8식의 주인[主], 주인공[主] 또는 왕(王)으로서의 제8식을 말한다.
즉, 제8식의 다른 명칭으로서의 심(心) 즉 마음[心, mind]을 말한다.
《종경록》 제47권에 따르면, 식주(識主)는 특히 제8진식(第八眞識)을 말한다.
이는 즉 청정한 상태의 제8식을 말한다.
즉 전의(轉依)가 성취된 상태의 제8식을 말한다.
달리말해서, 대원경지(大圓鏡智)로서의 제8식이다.
모든 무루법의 의지처라는 뜻의 무구식(無垢識)을 말하는 것이다.
'모든 마음(8식, 즉 심왕, 즉 심법)과 마음작용(심소법)을 자재(自在)로이 부리는 대왕'이라는 뜻에서의 심왕(心王)을 뜻한다.
즉, 식주(識主)는 선종(禪宗)에서 '평상심이 곧 도이다[平常心是道]'라고 할 때의 평상심(平常心)을 말한다.  즉 마음[心, mind]을 말한다.
평상심이란 '일반인의 마음' 곧 '평균인의 마음'을 뜻하는 것이 아니라 '정상적인 마음' 곧 '본래의 마음' 또는 '자연 상태의 마음'(natural mind)를 뜻한다.
번뇌에 물들어 있는 일반인의 마음은 평삼심 즉 평소의 마음 즉 정상적인 마음이 아니라 비정상의 상태이다. 붓다의 마음이 자연 상태의 마음, 본연의 마음, 정상 상태의 마음, 평소의 마음이다.
유식유가행파의 표현을 따르자면, 대원경지의 마음 또는 원성실성의 마음이 평삼싱이다. 나머지 마음 상태는 아직 정상적인 상태가 아닌 것이다.
이와 관련된 것으로 다음과 같은 말이 있다.
"만약 깨달음의 상태가 자연 상태가 아니라면 깨달음을 구하는 모든 노력은 결국 헛된 것이 되고 말 것이다."

## 아뢰야식의 성격에 대한 종파별 견해

### 지론종
중국 불교의 지론종(地論宗)은 세친의 《십지경론(十地經論)》을 소의 논서로 하여 성립된 종파이다.
세친의 《십지경론(十地經論)》은 북위(北魏)의 선무제의 명에 따라 늑나마제(勒那摩提) · 보리류지(菩提流支) · 불타선다(佛陀扇多)가 508년부터 512년까지 4년에 걸쳐 번역하였다.
종파의 성립 후 늑나마제의 제자와 보리류지의 제자간에 견해 차이가 생겨났다.
그래서 상주남도파(相州南道派)와 상주북도파(相州北道派)로 분리되었다. 이를 약칭으로 남도파 · 북도파라 한다.
남도파는 늑나마제의 견해를 이어받은 혜광(慧光: 468~537)이 이끌었다.
북도파는 보리류지의 견해를 이어받은 도총(道寵: 생몰년 미상)이 이끌었다.
이후 남도파가 지론종의 정통파가 되었다.
비록 북도파도 일정 정도 융성했지만 남도파가 북도파에 비해 훨씬 더 융성하였다.
지론종이 남도파와 북도파로 나뉘게 된 가장 큰 이유는 다음이다.
즉, 제8아리야식(第八阿梨耶識: ālaya vijñāna의 구역)이 진식(眞識)인지 아니면 망식(妄識)인지에 대한 견해 차이 때문이었다.
간단히 말하면, 남도파는 제8아리야식이 진식(眞識)이라고 보았다. 그리고 북도파는 망식(妄識)이라고 보았다.
보다 구체적으로는,
남도파와 북도파의 견해 차이에 대한 현대 학자들의 학설에는 크게 다음의 2가지가 있다.
첫 번째 학설은 다음과 같다.
남도파는 진여의지설(眞如依持說)을 가졌다. 그리고 북도파는 리야의지설(梨耶依持說)을 가졌다.
즉, 남도파는 제8아리야식을 진여라고 보았다.
그리고 진여연기설(眞如緣起說)을 주장하였다.
이는 진여로서의 제8아리야식을 근거로 하여 현상이 연기한다는 주장이다.
이에 비해 북도파는 제8아리야식을 망식(妄識)이라고 보았다.
그리고 리야연기설(梨耶緣起說)을 주장하였다.
이는 망식으로서의 제8아리야식을 근거로 하여 현상이 연기한다는 주장이다.
두 번째 학설은 다음과 같다.
남도파는 8식건립설(八識建立說)을 가졌다. 그리고 북도파는 9식건립설(九識建立說)을 가졌다.
즉, 남도파는 제8아리야식을 청정식[淨識]으로 본다. 그리고 8식의 체계를 세웠다.
그리고 북도파는 제8아리야식을 망식(妄識)으로 보았다. 그리고 별도로 청정식[淨識]으로서 제9식을 세웠다. 즉 진여로서의 제9식을 세웠다.
그래서 진망화합의 9식(眞妄和合之九識)을 세웠다.
북도파는 이처럼 제9식을 세웠다. 그러나 아직 제9식을 아마라식(阿摩羅識, amala-vijñāna)이라고 칭하지는 않은 상태였다.
이상의 두 학설 모두의 경우에서, 북도파의 교학은 이후에 나타난 섭론종의 교학과 매우 유사하다.
그래서 북도파와 섭론종은 서로 쉽게 화합되면서 구분이 사라지게 되었다.
그 결과 수나라 시대 초기에 북도파는 사라지고 섭론종만이 남게 되었다.
그리고 지론종으로는 남도파만이 남게 되었다.
그 후 남도파는 당나라 시대 초기에 세력 약화와 교학의 유사성으로 인해 섭론종과 화엄종에 흡수되었다.

### 무상유식파·섭론종
마음(8식, 즉 심왕, 즉 심법)에 비친 객관의 모습은 허구라는 관점이 있다.
즉, 주관에 대상의 모습이 형성된다.  그런데 이에는 고유한 본질적 성질이 없다는 견해다.
즉 마음에 내재(內在)하는 사물의 모습은 허구라는 견해다.
이는 경식구공의 진실유식설(眞實唯識說)의 입장이다.
경식구공(境識俱空)은 현상도 없고 마음(제8식)도 없는 곳에 진여(제9식)가 있다는 입장이다.
즉, 현상과 마음(제8식)이 모두 사라진 곳에 진여(제9식)가 있다는 입장이다.
인도 불교에서는 이런 입장을 무상유식파(無相唯識派)라고 불렸다.
이는 미륵(彌勒, Maitreya: ?~?) → 무착(無着, Asaṅga: 300?~390?) → 세친(世親, Vasubandhu: 320?~400?) → 덕혜(德慧, Gunamati: 5세기 후반~6세기 전반) → 안혜(安慧, Sthiramati: 475~555 또는 510~570)로 이어진다.
이 유파의 학설은 진제(眞諦: 499~569)에 의해 중국에 전파되어 섭론종으로 발전하였다.
섭론종은 진제(眞諦)가 번역한 무착의《섭대승론》을 소의 논서로 한다.
또한 이 논서의 주석서인 세친의 《섭대승론석》을 함께 연구하고 강술한 종파다.
진제(眞諦)를 개조로 한다.
무착의 《섭대승론》의 한역본으로는 진제(眞諦: 499~569)외에도 불타선다(佛陀扇多: fl. 508~539)의 번역, 현장(玄奘: 602~664)의 번역, 달마급다(達摩笈多: ？~619)와 행구(行矩: ?-?) 등의 공역본이 있다.
그런데, 섭론종은 진제의 번역을 바른 소의 논서로 삼는다.
섭론종에서는 제8식을 망식(妄識)이라고 보았다. 즉 번뇌망상(煩惱妄想)에 의해 더럽혀진 식(識)이라고 보았다.
섭론종에서는 아뢰야식의 순정(純淨)한 곳을 아마라식(阿摩羅識)이라 명칭하였다.
그런데 '아뢰야식의 순정(純淨)한 곳'이란 제8식과는 별도의 체성(體性)을 가진 식(識)이라고 보았다.
즉 이는 단지 제8식의 일부가 아니다.
이에 따라 아마라식을 제8식과는 별도의 제9식(第九識)으로 세웠다.
수나라 시대부터 당나라 초기에 걸쳐 화북(華北)에서 섭론종의 학설이 널리 퍼졌다.
그러나, 현장(玄奘: 602~664)의 법상종이 일어나 섭론종의 유식설이 비판되었다. 그리고 이후 급속히 쇠퇴했다.

### 유상유식파·법상종
한편 경공심유(境空心有)를 주장하는 입장이 있다.
이는 현상은 없으나 마음(제8식)은 있다는 입장이다.
즉 청정해진 마음(제8식)이 곧 진여라는 입장이다.
방편유식설(方便唯識說)의 견해다.
이는 인도 불교의 유상유식파(有相唯識派)와 중국 불교의 법상종의 입장이다.
이는 외계의 일체를 식의 현현(顯現)으로 본다.
그리고 유식관(唯識觀: 유식유가행파의 관법, 즉 유식유가행파의 수행법)을 익힌다.
그래서 제8아뢰야식의 본질을 개조(改造: 轉依)하여 전식득지(轉識得智)해서 깨달음을 실현하려 하는 입장이다.
미륵(彌勒, Maitreya: ?~?) → 무착(無着, Asaṅga: 300?~390?) → 세친(世親, Vasubandhu: 320?~400?) → 진나(陳那, Dignāga: 480~540) → 무성(無性, Asvabhāva: ?~?) → 호법(護法: 530~561) → 계현(戒賢: ?~?) → 현장(玄裝: 600~664)으로 이어진다.
《성유식론》은 이 계통의 교학을 위주로 편찬된 논서이다.

## 아뢰야 연기

### 전변
잠재적인 아뢰야식에서 7식(일곱 가지 식)이 생긴다.
그리고 이것이 주관과 객관으로 분열되어 인식이 성립되는 경과를 전변(轉變)이라 한다.
그리고 아뢰야식에 의거 현실의 현상세계가 성립된다.
이런 내용을 아뢰야식 연기(阿賴耶識緣起) 또는 아뢰야 연기(阿賴耶緣起)라고 한다.

### 아뢰야식과 7식
유식설에 의하면 우리들의 경험은 모두 의식(意識)으로 간주된다.
외계에 있는 빛의 파동(波動)도 눈(眼: 視力)이 없으면 빛깔이나 형태가 나타나지 않는다.
즉 빛깔이 나타나는 것은 눈(眼)이 원인(原因)이다.
그리고 외계의 빛의 파동은 조연(助緣)에 불과하다.
눈(主觀 · 주관)에 갖추어진 힘의 요소만이 빛깔(客觀 · 객관)로 나타나는 것이다.
따라서 눈은 빛깔의 주관적인 입장, 빛깔은 눈의 객관적인 입장에 불과하다.
그리고 이 양자는 동일한 한 존재가 주관과 객관(主客 · 주객)으로 분열된 모습에 불과하다.
이와 같은 입장에서 유식설은 6식(六識)과 6경(六境)이 있음을 설명한다.
6식(六識)은 안이비설신의(眼耳鼻舌身意)의 여섯 가지 식을 말한다.
6경(六境)은 색성향미촉법(色聲香味觸法)의 여섯 가지 경계를 말한다.
그리고 이 6식(여섯 가지 식)이 성립되는 근거로서 자아 의식(自我意識)으로서의 제7말나식(第七末那識)을 제시한다.
또한 이들 7식(七識: 일곱 가지 식) 모두가 성립되는 근거로서 제8아뢰야식(第八阿賴耶識)이 있다고 설명하고 있다.
유식설에 따르면, 아뢰야식은 심리적 기체(心理的基體)다
즉, 인간의 생명력에 타고난 유전적 요소나 여러 행위의 결과로서의 기억, 그리고 이에 의해 형성된 성격 등이 결합된 심리적 기체(心理的基體)다.
그리고 이 아뢰야식에 의거해서 인식이나 판단이 이루어진다고 되어 있다.
7식(일곱 가지 식)은 현재적(顯在的)이다. 이에 대해서 아뢰야식은 잠재적이다.
과거의 여러 행위, 즉 업(業)의 결과가 종자(種子)로서 감추어지고 보존된다.
그런 가운데 인연(因緣)이 합쳐지면 또다시 아뢰야식에서 7식(일곱 가지 식)으로 현행(現行: 현재화되어 나타남)한다.
또한 7식(일곱 가지 식)에 의한 경험은 업(業)의 형태로 아뢰야식으로 훈습(熏習)되며 종자로서 보존된다고 제시한다.

## 8단 10의문
세친은 인도 불교의 유식학의 총 3기 가운데 제2기의 논사다.
세친의 《유식삼십송》가운데 초능변식(初能變識)으로서의 아뢰야식의 상(相)을 제시한다.
즉 아래 인용문에 나타나 있는 제2 · 3 · 4송이 초능변식으로서의 제8식의 본질 또는 성질을 밝힌다.
한편 인도 불교 유식학의 제3기의 논사로 유식 10대 논사들이 있다.
이들은 《유식삼십송》에 대한 주석을 논술했다.
《성유식론》은 현장(玄奘: 602~664)이 호법(護法: 530~600)의 학설을 위주로 하여 이들 논서를 합쳐 번역 · 편찬한 것이다.
《성유식론》에서는 이 게송들을  제2 · 3 · 4권에 걸쳐서 해석하고 있다.
그리고 여기에 사용된 해석체계를 전통적으로 8단 10의문(八段十義門)이라고 한다.
따라서 8단 10의문에 의한 해석은 유식 10대 논사들이 아뢰야식을 어떻게 보고 해석하였는가를 보여준다.
그런데 이는 특히 호법 계통의 유상유식파의 견해를 보여준다고 할 수 있다.
 且初能變其相云何。頌曰。

　　　初阿賴耶識　　異熟一切種

　　３不可知執受　　處了常與觸

　　　作意受想思　　相應唯捨受

　　４是無覆無記　　觸等亦如是

　　　恒轉如瀑流　　阿羅漢位捨

 
우선 초능변식(初能變識: 제8식)의 체상[相]은 어떠한가?

게송(『삼십송｣의 제2 · 3 · 4 송)에서 다음과 같이 말한다.

　　　첫 번째는 아뢰야식이고,

　　　이숙식이며, 일체종자식이니라.

　　　감지하기 어려운 집수(執受)와 기세간[處]의

　　　요별을 갖네.

　　　항상 촉(觸) · 작의(作意) · 수(受) · 상(想) · 사(思)의 심소와 상응한다.

　　　오직 사수(捨受)와 상응하네.

　　　이것은 무부무기성(無覆無記性)이니,

　　　촉 등도 역시 그러하다.

　　　항상 폭류(暴流)의 흐름처럼 유전(流轉)한다.

　　　아라한위에서 버리네.
 — 《성유식론》 제2권, 한문본 & 한글본
8단 10의문은 다음과 같은 구성으로 이루어져 있다.
- 제1단: 3상문(三相門)
  - ① 자상문(自相門)
  - ② 과상문(果相門)
  - ③ 인상문(因相門)
- 제2단: 소연행상문(所緣行相門)
  - ④ 소연문(所緣門)
  - ⑤ 행상문(行相門)
- 제3단: ⑥ 상응문(相應門)
- 제4단: ⑦ 수구문(受俱門)
- 제5단: ⑧ 3성문(三性門)
- 제6단: 심소례동문(心所例同門)
- 제7단: ⑨ 인과비유문(因果譬喩門)
- 제8단: ⑩ 복단위차문(伏斷位次門)

## 같이 보기
- 유가행파
- 유식설
- 여래장 사상
- 여래장 연기
- 8식과 아뢰야식
  - 뢰야3상: 자상 · 과상 · 인상
  - 3성: 변계소집성 · 의타기성 · 원성실성
  - 말나식의 4번뇌: 아치 · 아견 · 아만 · 아애
  - 번뇌장과 소지장
  - 아집과 법집
  - 아공와 법공, 인무아와 법무아
- 3계 9지
- 부파불교의 수행계위
  - 3도: 견도 · 수도 · 무학도
  - 5위: 자량위 · 가행위 · 견도위 · 수도위 · 무학위
  - 9지
- 대승불교의 수행계위
  - 인위와 과위
  - 뢰야3위: 아애집장현행위 · 선악업과위 · 상속집지위
  - 5위: 자량위 · 가행위 · 통달위 · 수습위 · 구경위
  - 10지

## 참고 문헌
- 이 문서에는 다음커뮤니케이션(현 카카오)에서 GFDL 또는 CC-SA 라이선스로 배포한 글로벌 세계대백과사전의 내용을 기초로 작성된 글이 포함되어 있습니다.
- 곽철환 (2003). 《시공 불교사전》. 시공사 / 네이버 지식백과. |title=에 외부 링크가 있음 (도움말)
- 권오민 (2003). 《아비달마불교》. 민족사.
- 무착 지음, 현장 한역, 이한정 번역 (K.572, T.1605). 《대승아비달마집론》. 한글대장경 검색시스템 - 전자불전연구소 / 동국역경원. K.572(16-157), T.1605(31-663). |title=에 외부 링크가 있음 (도움말)
- 세친 지음, 현장 한역, 권오민 번역 (K.955, T.1558). 《아비달마구사론》. 한글대장경 검색시스템 - 전자불전연구소 / 동국역경원. K.955(27-453), T.1558(29-1). |title=에 외부 링크가 있음 (도움말)
- 세친 지음, 현장 한역, 김묘주 번역 (K.594, T.1597). 《섭대승론석》. 한글대장경 검색시스템 - 전자불전연구소 / 동국역경원. K.594(17-76), T.1597(31-321). |title=에 외부 링크가 있음 (도움말)
- 안혜 지음, 현장 한역, 이한정 번역 (K.576, T.1605). 《대승아비달마잡집론》. 한글대장경 검색시스템 - 전자불전연구소 / 동국역경원. K.576(16-228), T.1606(31-694). |title=에 외부 링크가 있음 (도움말)
- 오형근. 〈유식학과 인간성 - (3) 심의식(心意識)사상의 개요〉. 《월간불광 (125호)》. 불광출판사.
- 운허.  동국역경원 편집, 편집. 《불교 사전》. |title=에 외부 링크가 있음 (도움말)
- 정준기 (1993). 《윤회의 주체로서 아뢰야식에 관한 연구》. 동국대학원 불교학과 석사학위 논문.
- 호법 등 지음, 현장 한역, 김묘주 번역 (K.614, T.1585). 《성유식론》. 한글대장경 검색시스템 - 전자불전연구소 / 동국역경원. K.614(17-510), T.1585(31-1). |title=에 외부 링크가 있음 (도움말)
- 황욱 (1999). 《무착[Asaṅga]의 유식학설 연구》. 동국대학원 불교학과 박사학위논문.
- (영어) DDB. 《Digital Dictionary of Buddhism (電子佛教辭典)》. Edited by A. Charles Muller. |title=에 외부 링크가 있음 (도움말)
- (중국어) 무착 조, 현장 한역 (T.1605). 《대승아비달마집론(大乘阿毘達磨集論)》. 대정신수대장경. T31, No. 1605, CBETA. |title=에 외부 링크가 있음 (도움말)
- (중국어) 보신 술 (T.1709). 《주대승입능가경(注大乘入楞伽經)》. 대정신수대장경. T39, No. 1709, CBETA. |title=에 외부 링크가 있음 (도움말)
- (중국어) 佛門網. 《佛學辭典(불학사전)》. |title=에 외부 링크가 있음 (도움말)
- (중국어) 星雲. 《佛光大辭典(불광대사전)》 3판. |title=에 외부 링크가 있음 (도움말)
- (중국어) 세친 조, 현장 한역 (T.1558). 《아비달마구사론(阿毘達磨俱舍論)》. 대정신수대장경. T29, No. 1558, CBETA. |title=에 외부 링크가 있음 (도움말)
- (중국어) 세친 조, 달마급다 한역 (T.1596). 《섭대승론석론(攝大乘論釋論)》. 대정신수대장경. T31, No. 1596, CBETA. |title=에 외부 링크가 있음 (도움말)
- (중국어) 세친 조, 현장 한역 (T.1597). 《섭대승론석(攝大乘論釋)》. 대정신수대장경. T31, No. 1597, CBETA. |title=에 외부 링크가 있음 (도움말)
- (중국어) 안혜 조, 현장 한역 (T.1606). 《대승아비달마잡집론(大乘阿毘達磨雜集論)》. 대정신수대장경. T31, No. 1606, CBETA. |title=에 외부 링크가 있음 (도움말)
- (중국어) 양분 한역 (T.1709). 《인왕호국반야바라밀다경소(仁王護國般若波羅蜜多經疏)》. 대정신수대장경. T33, No. 1709, CBETA. |title=에 외부 링크가 있음 (도움말)
- (중국어) 연수 편찬 (T.2016). 《종경록(宗鏡錄)》. 대정신수대장경. T48, No. 2016, CBETA. |title=에 외부 링크가 있음 (도움말)
- (중국어) 우영 편찬 (X.519). 《인왕경소법형초(仁王經疏法衡鈔)》. 만신찬속장경. X26, No. 519, CBETA. |title=에 외부 링크가 있음 (도움말)
- (중국어) 원휘(圓暉) (T.1823). 《구사론송소론본(俱舍論頌疏論本)》. 대정신수대장경. T41, No. 1823, CBETA. |title=에 외부 링크가 있음 (도움말)
- (중국어) 호법 등 지음, 현장 한역 (T.1585). 《성유식론(成唯識論)》. 대정신수대장경. T31, No. 1585, CBETA. |title=에 외부 링크가 있음 (도움말)